# Cherrytree Records
Cherrytree Records ist ein US-amerikanisches Plattenlabel. Das Label wurde 2005 von Martin Kierszenbaum gegründet und ist eine Anspielung auf dessen Namen Kierszenbaum, welcher Kirschbaum ähnlich ist, was wiederum ins Englische übersetzt „Cherrytree“ bedeutet. Das Label nimmt insbesondere junge Künstler unter Vertrag. Es hat seinen Sitz in Santa Monica.
Am 22. Juni 2012 wurde die Trennung von Interscope Records bekanntgegeben. Zuvor war Cherrytree Records ein Sub-Label dieses Labels gewesen.
Cherrytree Records hat zudem ein eigenes Internetradio.

## Künstler
- Colette Carr
- Cover Drive
- Ellie Goulding
- Far East Movement
- Leslie Feist
- Junior Caldera
- Keane
- La Roux
- LMFAO
- Matthew Koma
- Michael Kiwanuka
- Mt. Desolation
- Natalia Kills
- Nero
- Reema Major
- Robyn
- Sting
- The Feeling
- The Knux
- The Police
- Tokio Hotel
- We Are Serenades